# Förbättring
En förbättring är resultatet av en förhöjd kvalitet hos något. Motsatsen är försämring. Politik, företagande och mänskligt liv strävar efter att förbättra villkoren för sin existens, något som kan mätas i ekonomiska termer (direkt omsättningsbart i pengar) eller som ett större värde mer allmänt.

## Koncept
Begreppet förbättring kan appliceras på företags och regeringars verksamhet, liksom för individer. Det ingår i ord som jordförbättring, en term för att göra mark bättre lämpad för odling genom bland annat utdikning och torrläggning. Denna term förtydligar att en förbättring ofta har ett tydligt syfte – i det här fallet möjlighet till ökade skörd – vilket kan konkurrera med andra syften eller värden. För grodorna eller fiskarna som inte längre kunde leva i kärret, var utdikningen eller torrläggningen inte en förbättring.
Konceptet förbättring kan kopplas samman med ord som utveckling och framsteg, vilka båda ofta ingår i ett optimistiskt tankesätt kring evolution och ökad kunskap som leder till bättre hantering av tillgängliga resurser. I en värld där vi mer litar på vetenskapen än på gudar som förklaringsmodell över världen, finns en utvecklingstanke som kan leda till förenklade idéer om vad förbättring är. 

## Koncepthistoria
Genom historien har förbättring ofta kommit att förknippas med civilisationsprocessen, och det spelade stor roll i 1700-talets debatter om hur den sociala ordningen var konstruerad. Friedrich Nietzsche kritiserade konceptet i sina noter till Viljan till makt (1901), där han menade att det gav en falsk och självuppfyllande känsla av människans makt över naturen. Han ansåg att civiliseringen av människan i själva verket gjorde henne "mjuk".
Under 1900-talet fick begreppet en vidare betydelse. Inom företagsvärlden utvecklades teorier om systematiskt förbättringsarbete och ständiga förbättringar, eftersom förändringar i omvärlden leder till nya möjligheter. Idéer om självhjälp är ofta baserade på idén om personligt förbättringsarbete.
Arkeologiprofessorn Sarah Tarlow har pekat på att idén om förbättring numera verkar så grundläggande, att det kan kännas svårt att kunna förstå hur konceptet vuxit fram. Begreppet behöver därför förstås som ett relativt koncept, där olika prioriteteringar hos olika personer kan göra en "förbättring" till en högst subjektiv åtgärd. Exempelvis var det historiskt ökande hävdandet av den privata äganderätten en process som kunde förstärka skillnader i ekonomiska möjligheter mellan personer ur olika samhällsklasser.

## Etymologi
Ordet är bildat på bättre, komparativformen av god och bra. Det finns i svensk skrift sedan fornsvensk tid.